# Al Swearengen

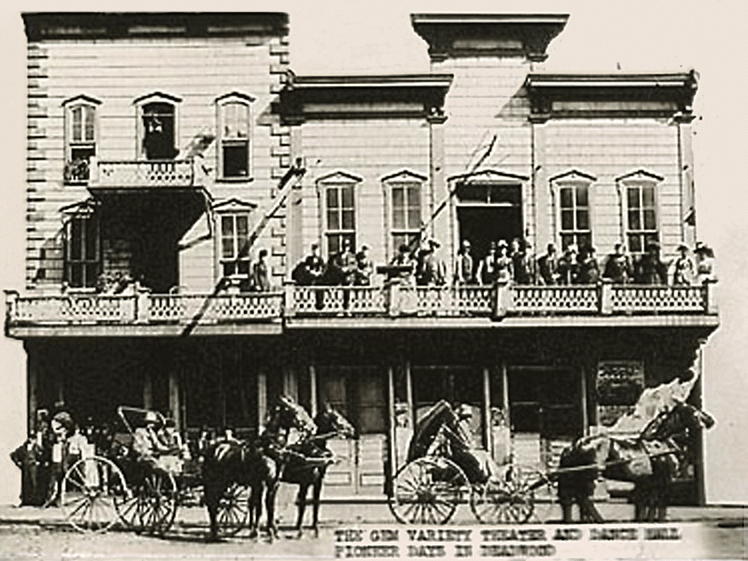
Gem Theater około 1878 r. Al Swearengen w dwukółce z lewej

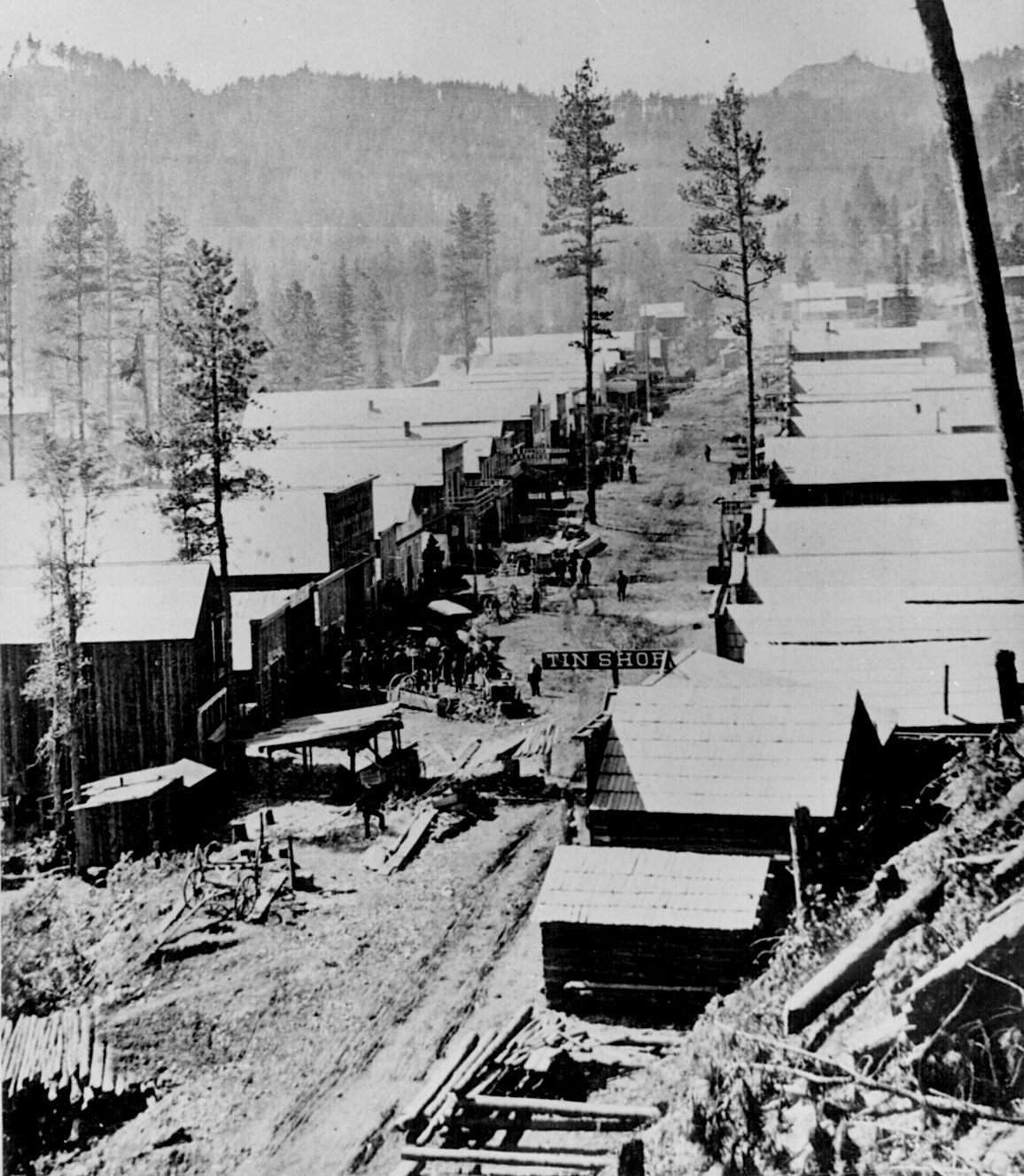
Deadwood w 1876 r.

Ellis Albert Swearengen, znany również jako Al Swearengen (ur. 8 lipca 1845 roku w Oskaloosa - zm. w 15 listopada 1904 roku w stanie Kolorado) – sutener i pierwszy organizator rozrywki w miasteczku Deadwood, w stanie Dakota Południowa. Przez dwadzieścia dwa lata właściciel domu publicznego "Gem Theater", zamieszany również w handel kokainą, osobnik o reputacji brutala ze zdolnością do zawierania trudnych do zrozumienia politycznych aliansów. 
Swearengen i jego bliźniaczy brat, Lemuel, byli synami Daniela i Keziah (zwykle nazywanej Katie) Swearengenów z Oskaloozy. Inaczej niż większość mieszkańców Deadwood, którzy porzucili domy rodzinne w bardzo młodym wieku, by szukać szczęścia na zachodnich kresach USA, Swearengen długo mieszkał w domu rodziców, a do Deadwood przybył latem roku 1876 wraz z żoną, Nettie Swearengen. Nettie rozwiodła się z nim wkrótce pod zarzutem znęcania się, a Swearengen żenił się jeszcze dwukrotnie, ale oba małżeństwa zakończyły się tak samo.
Swearengen był jednym z pierwszych mieszkańców Deadwood, którzy nie zajmowali się poszukiwaniem lub wydobyciem złota; był przedstawicielem drugiej fali przybyszów, którzy zamierzali zdobywać majątek, świadcząc usługi poszukiwaczom i górnikom. Początkowo zbudował niewielki saloon o nazwie "Cricket Saloon", gdzie oferował miejscowym górnikom tzw. "walki z nagrodami", jakkolwiek żadnych nagród "zawodnikom" nie wypłacano. W ciągu roku Swearengen zgromadził wystarczająco dużo pieniędzy, by zbudować znacznie większy lokal o nazwie "Gem Variety Theater", który został otwarty 7 kwietnia 1877 roku i w którym serwowano – już tradycyjne – "walki z nagrodami" oraz występy na scenie i przede wszystkim usługi prostytutek. 
Swearengen zwabiał szukające pracy młode kobiety do Deadwood, a następnie (sam lub przy pomocy pracowników) zmuszał je do prostytucji, używając zarówno psychicznej, jak i fizycznej przemocy. Interes okazał się wysoce dochodowy, "Gem" przynosił każdej nocy średnio 5000 dolarów, czasami nawet 10 000 (czyli pomiędzy 90 a 180 tysiącami dolarów po uwzględnieniu inflacji w roku 2006). Gdy lokal spłonął w wielkim pożarze miasta 26 września 1879 roku, Swearengen odbudował go, czyniąc jeszcze większym i bogatszym, co zostało przyjęte przez klientów z zadowoleniem. Talent Swearengena do zawierania sprytnych przymierzy i finansowy sukces skutecznie chroniły go wobec ogólnego dążenia obywateli do oczyszczenia miasta, w tym także przed działaniami Setha Bullocka, do czasu kiedy "Gem" spłonął ponownie w roku 1899. Wydaje się, że Kościół metodystów, który włączył się do kampanii na rzecz oczyszczenia Deadwood, szczególnie zawziął się na "Gem Theater". Po tym wydarzeniu Swearengen wyjechał z Deadwood na zawsze. 
Zgodnie z ostatnio odnalezionym nekrologiem, Alberta Swearengena znaleziono martwego na ulicy w Denver u schyłku 15 listopada 1904 roku. Przyczyną zgonu była rozległa rana głowy zadana przypuszczalnie jakimś tępym narzędziem.

## W kulturze
Swearengen stał się jedną z czołowych postaci serialu telewizyjnego HBO Deadwood, gdzie zagrał go angielski aktor Ian McShane. Swearengen został sportretowany zgodnie z prawdą historyczną jako człowiek sprytny i bezwzględny, często bijący zarówno swoje prostytutki, jak i pomocników oraz angażujący się w podejrzane interesy i przymierza.